# Lente Canon EF-S 18–135mm

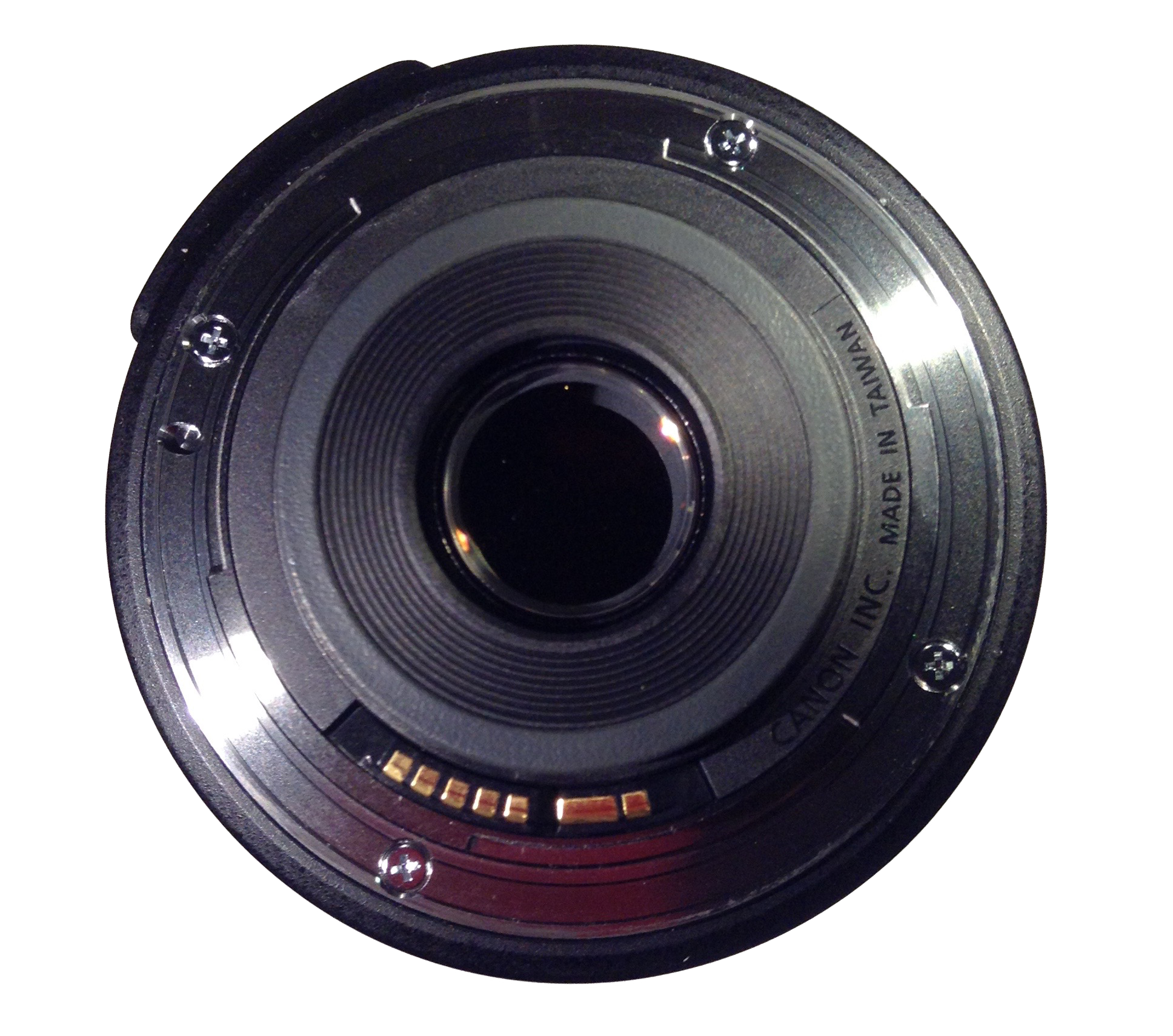
Vista superior

La lente Canon EF-S 18–135mm f/3.5-5.6 es un zum de gran angular a teleobjetivo con montura EF-S, producido por Canon para sus cámaras réflex digitales. El campo de visión equivalente a 35 mm (sensor full-frame) es de 28.8–216mm. Su distancia focal le permite entrar en la categoría de superzoom, sin embargo no es tan amplia como en otras lentes, tal como la EF-S 18-200mm, también de Canon.
La versión original de la lente, la f/3.4-5.6 IS, fue introducida en 2009, con un P.V.P. de $499.99. Es la lente provista en el kit estándar de las cámaras Canon EOS 60D y EOS 80D.

## Versión f/3.5-5.6 IS STM
Una nueva versión de la lente, la f/3.5-5.6 IS STM, fue anunciada el 8 de junio de 2012 junto con la EOS 650D. Esta nueva versión incorpora un "Motor paso a paso", definido por Canon como una nueva tecnología de autoenfoque que permite AF continuo mientras se graba video, de forma silenciosa y suave. Su P.V.P. en el momento del lanzamiento era de $549,99. Esta versión se ofrece junto a la Canon EOS 70D, como kit alternativo al acompañado por la lente Canon EF-S 18–55mm.

## Especificaciones
| Lente                       | 3.5–5.6 IS               | 3.5–5.6 IS STM           |
| --------------------------- | ------------------------ | ------------------------ |
| Imagen                      |                          |                          |
| Características clave       |                          |                          |
| Sensor Full-frame           | No                       | No                       |
| Estabilizador de imagen     | Sí                       | Sí                       |
| Sellado Ambiental           | No                       | No                       |
| Motor ultrasónico           | No                       | No                       |
| Motor paso a paso           | No                       | Sí                       |
| Serie L                     | No                       | No                       |
| Óptica Difractiva           | No                       | No                       |
| Macro                       | No                       | No                       |
| Bloqueo del Nivel de Zum    | No                       | Sí                       |
| Datos técnicos              |                          |                          |
| Apertura (máx/min)          | 3.5–5.6 / 22–38          | 3.5–5.6 / 22–38          |
| Construcción                | 12 grupos / 16 elementos | 12 grupos / 16 elementos |
| # de pasos de diafragma     | 6                        | 7                        |
| Distancia mínima de enfoque | 0.45 m / 1.48 ft         | 0.39 m / 1.28 ft         |
| Aumento Máx.                | 0.21x                    | 0.28x                    |
| Ángulo de visión horizontal | 64°30'–9°30'             | 64°30'–9°30'             |
| Ángulo de visión diagonal   | 74°20'–11°30'            | 74°20'–11°30'            |
| Ángulo de visión vertical   | 45°30'–6°20'             | 45°30'–6°20'             |
| Datos físicos               |                          |                          |
| Peso                        | 1.0 lb / 455 g           | 1.06 lb / 480 g          |
| Diámetro Máximo             | 3.0" / 75.4 mm           | 3.0" / 77 mm             |
| Largo                       | 4.0" / 101 mm            | 3.8" / 96 mm             |
| Diámetro de Filtro          | 67mm                     | 67mm                     |
| Accesorios                  |                          |                          |
| Parasol                     | EW-73B                   | EW-73B                   |
| Venta al público            |                          |                          |
| Fecha de lanzamiento        | Septiembre de 2009       | Junio de 2012            |
| Actualmente en Producción   | Sí                       | Sí                       |
| P.V.P. en dólares           | $499.00                  | $549.00                  |